# Raymond Narac
Raymond Narac, född den 3 mars 1967 i Caudebec-en-Caux är en fransk racerförare.